# Irene in Nöten
Irene in Nöten, in Deutschland unter dem Titel Wirbel um Irene erschienen, ist eine österreichisch-jugoslawische Filmkomödie aus dem Jahre 1953 von E. W. Emo mit Bruni Löbel in der Titelrolle. An ihrer Seite spielen Walter Giller, Hans Olden und Susi Nicoletti weitere Hauptrollen. Die Geschichte basiert auf der Novelle Verwirrung um Inge (1947) von Hans Nüchtern.

## Handlung
Irene „Reni“ Romana erleidet einen Unfall und verliert dabei vorübergehend das Bewusstsein. Es ist der junge Dr. Konrad Berko, der sie aufsammelt und in einem Notizblock eine Adresse findet, von der er annimmt, dass sie dort wohnen müsse. Konrad bringt Irene zu diesem Haus, wo gerade nur eine neu eingestellte Wirtschafterin anwesend ist. Hier residieren Generaldirektor Peter Cirmann nebst Gattin Vera. Da die Wirtschafterin die Frau ihres Chefs aber persönlich noch nicht kennen gelernt hat glaubt sie zunächst, dass es sich bei Irene um Frau Generaldirektor handeln müsse. Als Irene aus ihrem Koma wieder erwacht, wundert sie sich sehr, wie sie in dieses ihr fremde Haus mit diesem Bett gekommen ist.
Die echte Vera Cirmann kommt als erste heim und glaubt natürlich ihrem Mann Peter kein einziges Wort, als dieser beteuert, dass er diese junge Frau nicht kenne. Vera wittert sofort Ehebruch und verlangt daraufhin die Scheidung. Cirmann gibt nun Konrad, seinem neuen Firmen-Syndikus, alle Schuld an diesem Desaster. Der wiederum staunt nicht schlecht, dass die neu eingestellte Sekretärin ausgerechnet Irene ist. Um zu retten was zu retten ist, feuert Chef Cirmann kurzerhand seine beiden Neueinstellungen Konrad und Irene. Bald aber klärt sich alles auf, denn es handelt sich nur um eine banale Verwechslung. Das Notizbuch, das versehentlich in Irenes Tasche gelandet ist, gehört Cirmanns Nichte Hely, und die kann die erhitzten Gemüter rasch wieder beruhigen. Die Ehe der Cirmanns ist gerettet und eine neue, die von Konrad Berko und Irene Romana, in die Wege geleitet.

## Produktionsnotizen
Irene in Nöten entstand im Filmatelier von Ljubljana (heutiges Slowenien) sowie mit Außenaufnahmen in San Salvatore, Portorose, Picano, Ivala und anderen Orten der jugoslawischen Adriaküste. Die Uraufführung der deutschsprachigen Fassung erfolgte am 14. August 1953 in Wien, Deutschland-Premiere war am 19. September desselben Jahres in Wuppertal. Von diesem Film wurde auch eine jugoslawische Fassung mit denselben Schauspielern hergestellt. Sie lief in den dortigen Kinos unter dem Titel Irena v Stisci.
Ernst Steinlechner übernahm die Produktionsleitung, Fritz Mögle entwarf die Filmbauten.

## Kritiken
Der Filmdienst nannte den Streifen ein „… routinierte(s) Lustspiel von bescheidenem Zuschnitt.“
Falter.at stieß in dasselbe Horn und dekretierte kurz „Bescheidenes Lustspiel“.